# تناستوم
التناستوم أو حشيشة الدود أو حشيشة الشفاء أو حشيشة الملكة (باللاتينية: Tanacetum) جنس نباتي يتبع الفصيلة النجمية أو المركبة (باللاتينية: Asteraceae) ويضم أنواعاً كثيرة معظمها حولية وبعضها معمرة. كثير من أنواع التناستوم واطنة في الوطن العربي. يشبه هذا الجنس جنس الأقحوان.

## من أنواعه الواطنة في الوطن العربي
- تناستوم أوشيه (باللاتينية: Tanacetum aucheri) في الشام وتركيا
- التناستوم بلاني الأوراق (باللاتينية: Tanacetum poteriifolium) في الشام وتركيا والقوقاز
- التناستوم الفضي (باللاتينية: Tanacetum argenteum) في الشام وتركيا
- التناستوم القيليقي (باللاتينية: Tanacetum bulbosus) في الشام وتركيا
- التناستوم الكثيف (باللاتينية: Tanacetum asper) في الشام وتركيا
- التناستوم اليبرودي (باللاتينية: Tanacetum yabrudae) في الشام